# Sayre, Pennsylvania
Sayre är en kommun av typen borough i Bradford County i Pennsylvania. Vid 2010 års folkräkning hade Sayre 5 587 invånare.